# L'Emperador
|  | Per a altres significats, vegeu «L'Emperador (novel·la 1997)». |

L'Emperador és un grup de música pop-rock en valencià que naix a Canals (la Costera), amb un extended play de presentació en 2016. Els seus components ja havien tocat amb anterioritat, a grups com Copo, Capitán Cousteau o The Dirt Tracks.
El mateix any trauen un altre EP, Alpinistes, amb cinc temes més. Els dos EP reunits seran publicats posteriorment en un àlbum que duu per títol Manual d'instruccions per escalar una muntanya. Les seues cançons parlen de vivències quotidianes, de l'amistat i l'amor.
Amb La gran aventura, el grup es converteix en un dels referents més sòlids de l'escena indie. L'àlbum compta amb la col·laboració de Jorge Martí, cantant de La Habitación Roja, una de les bandes que més agraden al grup, juntament amb Los Planetas.
L'Emperador s'ha presentat a diversos concursos i certàmens, arribant a ser finalistes del Sona9 (2017), i semifinalistes del Sona la Dipu i de Proyecto Demo, de Radio 3, també en 2017.

## Discografia
- Vuit vuitmils, EP (Mésdemil, 2016)
- Alpinistes, EP (Mésdemil, 2016)
- Manual d'instruccions per escalar una muntanya (Mésdemil, 2016)
- La gran aventura (Primavera d'Hivern, 2019)